# داوود گنجه‌ای
داوود گنجه‌ای  در شهر ری)، نوازندهٔ ایرانی کمانچه و ویلن است. او هم‌اکنون یکی از اعضای شورای عالی خانه موسیقی ایران است.
داوود گنجه‌ای، ردیف کمانچه را نزد عبدالله جهان‌پناه و نواختن ویلن را نزد ولفگانگ والیش، استاد اتریشی، فراگرفت. او پس از اتمام تحصیلات متوسطه، به تحصیل در رشته موسیقی در دانشگاه تهران پرداخت و در این دوران از محضر اساتیدی چون نورعلی برومند و دکتر داریوش صفوت بهره برد. وی پس از دریافت مدرک لیسانس موسیقی، به مرکز حفظ و اشاعه موسیقی رفت و ضمن تحقیق و پژوهش در این مرکز، از محضر استادان بزرگ موسیقی ایران مانند سعید هرمزی، یوسف فروتن و محمود کریمی استفاده کرد. او هچنین نواختن کمانچه را نزد علی‌اصغر بهاری ادامه داد.
تدریس در تمام سطوح در مراکز هنری و آموزشی – اجرای کنسرت درنقاط مختلف جهان و فستیوال‌های داخلی و خارجی به همراه گروه‌های موسیقی مرکز حفظ و اشاعه موسیقی از جمله فعالیت‌های داود گنجه‌ای است. همچنین وی از بدو تأسیس مرکز حفظ و اشاعه موسیقی به تدریس و تحقیق در این مرکز مشغول بوده‌است.
از جمله سوابق و سمت‌های گنجه‌ای می‌توان به موارد ذیل اشاره کرد:
1. عضو شورای مرکزی طرح و برنامه‌ریزی آموزشگاه‌های آزاد موسیقی
2. عضو شورای عالی موسیقی وزارت فرهنگ و ارشاد اسلامی
3. عضو شورای طرح تکریم هنرمندان کشور
4. عضو شورای نظارت بر نوارها و اجراهای موسیقی
5. عضو شورای ارزشیابی هنرمندان کشور
6. مشاور هنری بنیاد رودکی
7. مشاور هنری مرکز موسیقی
8. مشاور هنری دانشگاه آزاد رشته هنر و معماری
9. مشاور هنری و عضو هیئت امنای انجمن موسیقی ایران
10. عضو شورای پژوهشی و آموزشی صداوسیما
11. عضو شورای سیاست گذاری مرکز موسیقی
12. عضو کمیته ملی موسیقی وابسته به یونسکو
13. عضو شورای ارزشیابی صداوسیما
14. مدیر مرکز حفظ و اشاعه موسیقی
15. قائم مقام و جانشین مدیرکل موسیقی صداوسیما
16. قائم مقام و مدیر عامل خانه موسیقی
17. عضو هیئت داوران جشنواره‌های موسیقی فجر از ابتدا تاکنون
18. عضو هیئت داوران جشنواره‌های موسیقی جوان در تمام دوره‌ها
19. عضو هیئت داوران جشنواره‌های موسیقی معلولین
20. عضو کانون نوازندگان سازهای ایرانی خانه موسیقی
21. عضو کانون مدرسان موسیقی خانه موسیقی
22. مسئول بررسی خروج کلیه سازها از کشور
23. شهروند نمونه؛ منتخب انجمن شهر تهران

و چندین مسئولیت مختلف در زمینه‌های آموزش و پرورش و مدیریت‌های هنری در شاخه‌های مختلف.
تقدیرنامه‌ها:
لوح افتخار درجه یک هنری از وزارت فرهنگ و ارشاد اسلامی
لوح افتخار در بیستمین جشنواره موسیقی فجر